# Лишин, Сергей Андреевич
Сергей Андреевич Лишин (1889—1920) — русский лётчик, герой Первой мировой войны.

## Биография
Из потомственных дворян Черниговской губернии. Сын подполковника артиллерии Андрея Николаевича Лишина и жены его Софьи Ивановны Никитиной.
Окончил Минское реальное училище (1907) и Морской кадетский корпус (1910), откуда выпущен был мичманом в Черноморский флотский экипаж.
31.03.1914 года откомандирован на теоретический авиационные курсы при Петроградском политехническом институте, после успешного окончания которых, в июне 1914 года поступил в Офицерскую школу авиации в Севастополе. С началом Первой мировой войны, 7 сентября 1914 года был зачислен в состав Ревельской авиационной станции для обучения полетам, а 17 сентября назначен учеником морского летчика в Службу связи Балтийского моря. В 1914 году был произведен в лейтенанты. 14 февраля 1915 года получил звание морского лётчика и был назначен исправляющим должность начальника соединенных отрядов 3-й авиационной станции Службы связи Балтийского моря. Удостоен ордена Св. Георгия 4-й степени
За то, что 20-го июля сего года, находясь на разведке в Рижском заливе на гидроаэроплане, вместе с другим летчиком, увидя на горизонте неприятельские гидроаэропланы, полетел к ним навстречу и вступил с ними в бой, не желая их допустить до атаки наших миноносцев и подводных лодок. Несмотря на то, что наш второй аппарат вследствие повреждения мотора вынужден был спуститься, он продолжал бой с двумя неприятельскими гидроаэропланами, умелым маневрированием и меткой стрельбой подбил один из неприятельских аппаратов, заставив его спуститься в район расположения неприятеля, а другой заставил отступить; когда же этот аппарат повернул вновь, чтобы атаковать нашу подводную лодку, то лейтенант Лишин, несмотря на неисправную работу мотора и повреждение пропеллера и крыльев, вновь атаковал неприятеля и, обстреляв, вынудил к окончательному отступлению, вследствие чего неприятель не только был лишен возможности атаковать наши суда, но и не был допущен к завершению разведки, благоприятный результат которой мог бы иметь крайне нежелательные для нас последствия.
К этому документу следует добавить, что С. Лишин вёл бой на аппарате FBA, а его противниками были два германских «Альбатроса»; воздушный бой противники вели огнём из лёгкого стрелкового орудия ввиду отсутствия пулемётов (Лишин стрелял из маузера, а второй член экипажа унтер-офицер Смолин — из карабина); после боя в самолёте Лишина были обнаружены три пробоины от стрелкового оружия.
Произведен в старшие лейтенанты с 20 июля 1915 года. 6 декабря 1915 года назначен начальником 1-го судового авиационного отряда, 7 апреля 1916 года — начальником 1-й и 3-й авиационных станций. Пожалован Георгиевским оружием
За то, что 3-го августа 1916 года, выполняя приказание начальства, под сильным огнем неприятеля, искусно маневрируя с явной опасностью для жизни, удачно бросил бомбы в неприятельскую авиационную станцию и причинил неприятелю явный ущерб.
С 31 декабря 1916 года исправлял должность начальника 1-го воздушного дивизиона. В июне—августе 1917 года временно исполнял должность начальника Воздушной дивизии Балтийского флота, в октябре 1917 года — начальник 1-й воздушной бригады Балтийского флота, в ноябре временно исправлял должность начальника авиации Балтийского флота.
После Октябрьской революции, в 1918 году — командующий противовоздушной обороной Петрограда и Кронштадта. В 1919 году — начальник Морской воздушной бригады особого назначения РККФ, 28 марта 1919 года был избран представителем Управления морской авиации РККФ на 3-й Всероссийский авиационный съезд. В 1920 году был арестован Петроградским отделом ВЧК по делу о контрреволюционной организации «Великая Единая Россия» и расстрелян.

## Награды
- Орден Святого Станислава 3-й ст. (ВП по Морскому ведомству от 6.12.1913)
- Орден Святой Анны 3-й ст. «за особые труды, понесенные по обстоятельствам военного времени» (ВП по Морскому ведомству от 15.07.1915)
- Орден Святого Георгия 4-й ст. (ВП по Морскому ведомству № 557 от 8.09.1915)
- мечи и бант к ордену Святой Анны 3-й ст. (ВП по Морскому ведомству от 28.12.1915)
- Георгиевское оружие (ВП по Морскому ведомству № 839 от 28.11.1916)
- Орден Святого Владимира 4-й ст. (ВП по Морскому ведомству от 23.01.1917)

Иностранные:
- французский орден Почетного легиона, кавалерский крест (21.03.1916)